# Challenger Britania Zavaleta 2002
Il Challenger Britania Zavaleta 2002 è stato un torneo di tennis facente parte della categoria ATP Challenger Series nell'ambito dell'ATP Challenger Series 2002. Il torneo si è giocato a Puebla in Messico dal 18 al 24 novembre 2002 su campi in cemento.

## Vincitori

### Singolare
Alex Bogomolov Jr. ha battuto in finale  Rik De Voest per 7–6(2), 6–3.

### Doppio
Miguel Gallardo-Valles /  Alejandro Hernández hanno battuto in finale  Diego Ayala /  Robert Kendrick per 6–1, 5–7, 7–6(3).